# 아구스틴 오리온
아구스틴 이그나시오 오리온(스페인어: Agustín Ignacio Orión aɣusˈtin oˈɾjon[*], 1981년 6월 26일, 라모스 메히아 ~) 은 아르헨티나의 전 축구 골키퍼이다.

## 경력
오리온은 2007년까지 산로렌소의 주전 골키퍼로 활약하였고, 그는 팀의 클라우수라 우승에 지대한 공을 세웠다.
2009년 12월 9일, 이 골키퍼는 €500,000의 가격에 산로렌소를 떠나 에스투디안테스 LP의 선수가 되었다.
2011년 7월, 오리온은 보카 주니어스로 이적하였고, 이 곳에서 그는 2011년 아페르투라를 우승하였다.
2012년, 오리온은 부주장이 되었다가 보카의 기대주 레안드로 파레데스에게 지위를 넘겼다. 그는 그 후로부터 팬들의 반발을 샀다. 2013년, 아구스틴은 유럽 주요 클럽들의 제의를 받았으나, 클럽의 주축임과 동시에 소속팀에 대한 애정으로 인해 보카 주니어스 잔류를 선택하였다.

## 국가대표팀 경력
오리온은 로베르토 아본단시에리와 후안 파블로 카리소를 지원해줄 아르헨티나 국가대표팀의 써드 골키퍼로써 베네수엘라에서 열린 2007년 코파 아메리카에 참가하게 되었다.
그는 2011년 9월, 브라질을 상대로 한 수페르클라시코 데 라스 아메리카스 경기에서 백-천청 군단 (Albiceleste) 데뷔전을 가졌다.
2014년 6월, 오리온은 2014년 FIFA 월드컵에 참가할 아르헨티나의 최종 엔트리에 포함되었다.

### 국가대표팀 출전 기록
| #  | 날짜            | 경기장               | 상대   | 최종점수 | 결과 | 대회              |
| -- | --------------- | -------------------- | ------ | -------- | ---- | ----------------- |
| 1. | 2011년 9월 14일 | 코르도바, 아르헨티나 | 브라질 | 0–0      | 무   | 2011년 코파 로카. |
| 2. | 2011년 9월 28일 | 벨렝, 브라질         | 브라질 | 2–0      | 패   | 2011년 코파 로카. |

## 수상

### 클럽
산로렌소
- 프리메라 디비시온: 2007 클라우수라

에스투디안테스 LP
- 프리메라 디비시온: 2010 아페르투라

보카 주니어스
- 프리메라 디비시온: 2011 아페르투라
- 코파 아르헨티나: 코파 아르헨티나 2011-12

### 국가대표팀
- FIFA 월드컵 준우승: 2014
- 코파 아메리카 준우승: 2007

### 개인
- 우발도 피욜 상: 2011 아페르투라 (보카 주니어스에서)